# Antigona (Mysliveček)
Antigona je italská opera ve třech dějstvích českého skladatele Josefa Myslivečka na libreto Gaetana Roccaforta. Tato opera (a všechny ostatní Myslivečkovy opery) náleží k žánru vážné opery nazývanému v italštině opera seria.

## Vznik a historie díla
Opera Antigona byla poprvé provedena v divadle Teatro Regio v Turíně dne 26. prosince 1773 na začátku karnevalové operní sezóny 1774. Operní inscenace u královského dvora v Turíně byly pořádány pouze po dobu karnevalu, který se konal začátkem každého roku (od Vánoc do velikonočního postu), a byly známé svou honosnou výpravou. Antigona byla po Triumfu Klélie druhou a zároveň poslední operou, kterou Mysliveček komponoval pro toto divadlo. Jeho hlavním podporovatelem ve městě byl regenschori tamější katedrály Quirino Gasparini. Antigona (stejně jako před šesti lety Klélie) karnevalovou sezónu zahajovala za přítomnosti královského páru. Nejslavnějším jménem v obsazení byl kastrát Venanzio Rauzzini, hlavní roli zpívala třicetiletá Elisabeth Teuberová, která se proslavila nejprve ve Vídni. Scénografii vytvořili turínští kmenoví výtvarníci bratři Bernardino a Fabrizio Galliari. O ohlasech této inscenace ani o případných dalších provedeních nejsou zprávy.
Novodobou premiéru měla Antigona Komorním divadle na zámku Rheinsberg (Kammertheater Schloss Rheinsberg) dne 22. července 2006. Inscenace se konala v koprodukci s Národním divadlem v Praze, kde se také Antigona (na scéně Stavovského divadla) objevila na pouhá dvě představení 1. a 3. září 2006. Děj byl přenesen do současné východoevropské země se stylizací hlavních antagonistů – Antogony a Kreóna – do podob Julije Tymošenkové a Alexandra Lukašenka. Režii měl Jiří Nekvasil, scénografii vytvořil Daniel Dvořák, dirigoval Roger Boggasch, mezi sólisty zaujala Kateřina Kněžíková.

## Osoby a první obsazení
| Osoba                 | Hlasov obor      | Premiéra (26. prosince 1773) |
| --------------------- | ---------------- | ---------------------------- |
| Antigona              | soprán           | Elisabetta Teuber            |
| Kreón (Creonte)       | tenor            | Giuseppe Afferri             |
| Eurystheos (Euristeo) | soprán (kastrát) | Venanzio Rauzzini            |
| Hermioné (Ermione)    | soprán           | Francesca Varrese            |
| Learchos (Learco)     | bas              | Lorenzo Piatti               |
| Alkestés (Alceste)    | soprán           | Teresa Silvani               |

## Děj opery
Kreón uchvátil moc v Thébách poté, co se jeho syn Eurystheos oženil s dědičkou trůnu Antigonou, dcerou Oidipa. Nařídil svému synovi, aby manželku zabil; ten to však nedokázal a místo toho ji zanechal v hustém lese. Tam Antigona porodila dceru, kterou však ztratila, když ji napadly šelmy. Antigona pak odešla do Bojótie, kde žije pod jménem Antiopé jako kněžka chrámu bohyně Themis a vykladatelka Apollónových věšteb. To se stalo před patnácti lety. Antigoninu dceru však našel pastýř Alkestés a pojmenoval ji Hermioné; nedávno byla Hermioné přivedena k thébskému dvoru.

### 1. dějství
(Trůnní síň královského paláce)
Kreón nařizuje Eurystheovi, aby si vzal za ženu Hermioné. Eurystheos (který si je vědom, že je dosud manželem Antigony) se však zdráhá. Kreontovi však bylo věštbou předpovězeno, že v Thébách nastane pokoj teprve tehdy, až se obětuje nevinná dívka z lesů a bude uzavřen posvátný sňatek, jenž bude oporou toho, kdo má nárok na trůn. Touto dívkou z lesů je zjevně Hermioné a Kreón má za to, že oním posvátným sňatkem bude její spojení s Eurystheem; sňatku má požehnat přizvaná kněžka Antiopé. Synovo váhání jej hněvá (árie No, tollerar non voglio).
Eurystheos se vlídně snaží přesvědčit Hermioné, aby sňatek odložila; tato vlídnost však vzbuzuje žárlivost právě přicházející Antigony - to je skutečná totožnost Antiopé. Nechává se poznat manželovi, který se jí snaží dokázat svou věrnost; Antigona však nepřišla do Théb pro manžela, ale pro pomstu. Naléhá na co nejdřívější uskutečnění svatby, což Hermioné kvituje árií Già più nel seno timor non sento. Hodlá totiž využít příležitosti a při obřadu zabít Kreonta. Eurystheos se ji snaží od tohoto úmyslu odvrátit (árie Pensa oh Dio bell'idol mio), ale Antigona je pevně rozhodnuta (doprovázený recitativ a árie Ben potete e scettro e soglio).
(Komnaty vystrojené ke svatbě) Svatební přípravy se chýlí ke konci, když náhle Antigona přináší Apollónovu věštbu: namísto sňatku je třeba z Hermioné učinit živou oběť bohům, To všechny vyděsí, nejvíce pak do Hermioné zamilovaného Learcha (árie Sento l'affano anch'io); její pěstoun Alkestés však věří, že se vše v dobré obrátí (árie Se intorno alla prora). Antigone se svěřuje Eurystheovi: při obětním obřadu hodlá nakonec obrátit posvátný nůž proti králi. Po Eurystheovi chce. aby mlčel; ten je ovšem zmítán mezi oddaností manželce a otci (doprovázený recitativ a duet Se tuo fedel son io).

### 2. dějství
(Půvabná scéna s královským sídlem v pozadí) Připravuje se obětní obřad; zmatená a nešťastná Hermioné si zoufá (Vado, ma dove, oh Dio). Alkestés, Learchos a Eurystheos se snaží královo rozhodnutí zvrátit, Kreón ale nařizuje pokračovat, i když jej trápí svědomí (árie Io sento, che in petto). Antigona znovu vytýká Eurystheovi slabošství a ten si zoufá nad svým dilematem (árie Che fiero destino! Che abisso di pene!). Antigona utěšuje Alkesta, ať se o Hermioné nebojí (árie Rende il mar quando più freme). Alkestés je však plný pochybností (árie Fra tante vicende dubbioso pavento), rovněž Learchos vdychá po své milé (árie Quelle luci del mio bene).
(Obětiště v Apollónově chrámu) Antigona připravuje obřad. V průvodu je přiváděna oběť - Hermioné (pochod a doprovázený recitativ Numi del ciel). Antigona trvá na tom, aby byl Kreón nablízku, a v poslední chvíli se s nožem obrátí od Hermioné na něj. Eurystheos ji ale zadrží. Antigona je zadržena a poznána; dává průchod svému hněvu proti manželovi i proti Kreontovi samotnému (árie Empio crudel tiranno). Rovněž Kreón je rozzloben na svého syna, který jej žádá o milost pro Antigonu (árie Deh, se mi brami in vita). O samotě si král uvědomuje nebezpečí, který náhlé objevení pravoplatné následnice trůnu představuje (doprovázený recitativ Dal tuo letargo a árie Saro qual è il torrente).

### 3. dějství
(Sál v paláci) Antigona má zemřít, a tak Hermioné stále doufá ve sňatek s Eurystheem, ten ji však odmítá (árie Frema, frema in orrida sembianza). O její lásku se tedy hlásí Learchos, kterému však Hermioné nechce nic přislíbit (árie Sinche mi lusinga). Learchos se hodlá zapojit do boje proti Kreontovi, aby Hermioné osvobodil (árie Fra cento schiere e cento).
(Vězení) Antigona přemítá o blížící se smrti (cavatina Fiere immagini di morte). Kreón přivádí do vězení Eurysthea (v přítomnosti všech ostatních postav) a nařizuje mu, aby Antigonu sám zabil a vzal si Hermioné. Když Eurystheos odmítne, rozhoduje Kreón, že jeho syn má zemřít spolu s Antigonou (árie Empia a tremar comincia). Po Kreontově odchodu se postupně vysvětlí, že Hermioné je ve skutečnosti dcera Eurysthea a Antigony; její náklonnost k Eurystheovi byla tedy jen přirozenou náklonností k otci a Learchos může doufat, že se nyní zamiluje do něj.
(Skvostné átrium královského sídla) Alkestés s Learchem shromáždili přátele odbojné proti Kreontovi. Když Kreón přichází, aby nechal vykonat svůj rozsudek, oba jej částečně lstí a částečně mocí přemohou. Lid přivádí Antigonu, která nastupuje na otcovský trůn jako nová vládkyně. Spoutanému Kreontovi dává milost, vykazuje jej však z království. Věštba se uskutečnila, Hermioné (dívka z lesů) se musela vzdát své lásky a posvátný svazek jejich rodičů byl obnoven. Sbor oslavuje Antigonu a její rod (O grande, o generosa di Cadmo eccelsa prole)

## Nahrávky
- Jedna árie z Myslivečkovy Antigony je dostupná na recitálu české sopranistky Zdeny Kloubové: "Rendi il mar", avšak s nepůvodním latinským textem "Nil me gladius vel parmo" v důsledku toho, že byla čerpána z české sbírky duchovní hudby (Panton 81 1044-2231 (1992), Bendův komorní orchestr diriguje Miroslav Hrdlička).
- Jedna árie z Myslivečkovy Antigony je dostupná na recitálu české mezzosopranistky Magdaleny Kožené: Kreóntova "Sarò qual è del torrente" (Deutsche Grammophon 0289-4776153 (2002), Pražskou komorní filharmonii, diriguje Michel Swierczewski).[2][3]